# لئوش فریدل
 لئوش فریدل (انگلیسی: Leoš Friedl؛ زادهٔ ۱ ژانویهٔ ۱۹۷۷) یک تنیس‌باز اهل جمهوری چک است. 